# زیردریایی سانکت پیتربرگ (بی-۵۸۵)
زیردریایی سانکت پیتربرگ (بی-۵۸۵) (به انگلیسی: Russian submarine Sankt Peterburg (B-585)) یک زیردریایی است. این زیردریایی در سال ۲۰۰۴ ساخته شد.